# Einpressapparat

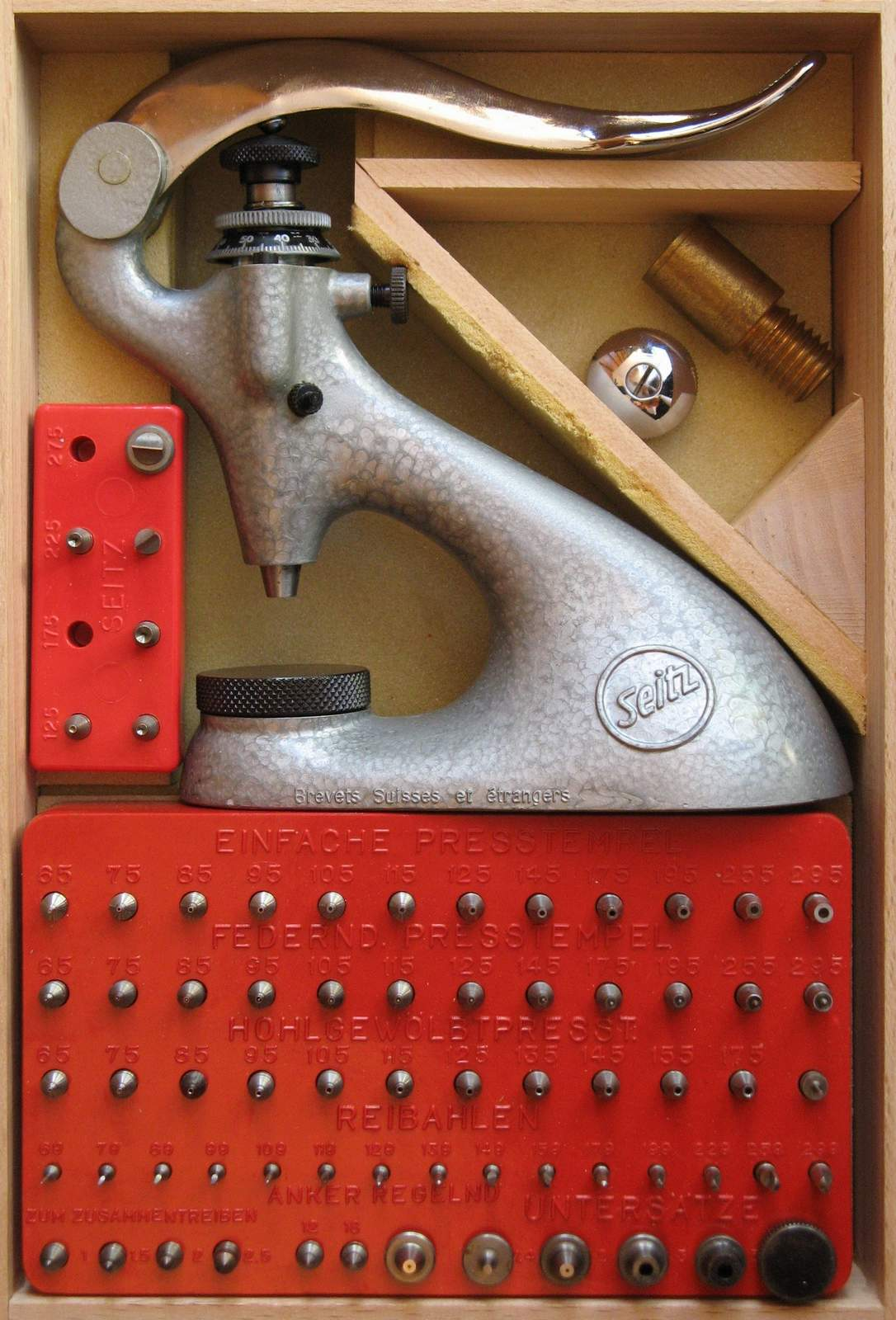
Steineinpressapparat

Ein Einpressapparat auch Einpressmaschine, Einpressstock oder Pressstock genannt, ist ein Uhrmacherwerkzeug zum Einpressen von Bronze- oder Messinglagern (Lagerbuchsen). Das funktional gleiche Gerät zum Einpressen von Lagersteinen wird Steineinpressapparat oder Steineinpressmaschine genannt.

## Beschreibung
Das Gerät besteht aus einem Pressgestell mit einem Hebel zur direkten Kraftübertragung. Das Pressgestell hat eine Führung mit Mikrometer-Tiefeneinstellung. In diese Führung wird entweder ein drehbarer Reibahlenhalter mit verschiedenen Reibahlen, oder ein Stempel mit verschiedenen Spitzen eingesetzt. In einem Zubehörkästchen sind Reibahlen, Stempelspitzen, und Ambösschen mit auswechselbarer Ambossplatte gestaffelt.

## Funktion
Bei Lagerschäden ist das Aus- und Einpressen der Lagerbuchsen oder Steine heute die gängigste und schnellste Arbeitsweise in der Uhrmacherei. Die Lager zum Einpressen sind zylindrisch, gut sortiert und haben einen engtolerierten Durchmesser (Presspassung), der genau auf das Werkzeug (Reibahlen) abgestimmt ist.
Der ganze Arbeitsvorgang besteht aus zwei Schritten.
- Reiben: Das Werkstück wird auf den Amboss gelegt und das Lagerloch mit einer ausgewählten Reibahle auf das Maß aufgerieben.
- Pressen: Das Werkstück wird wieder auf den Amboss gelegt, der Pressstempel mit der ausgewählten Spitze auf die genaue Tiefe eingestellt. Dann wird das Lager mit der Wölbung auf das Loch im Werkstück gelegt und mit dem Pressstempel durch Verschieben des Werkstückes auf Mitte gebracht. Zunächst wird ein leichter Druck auf das Lager ausgeübt, damit es flach liegt. Durch einen stärkeren Druck wird dann das Lager in das Werkstück eingepresst.[2]

## Anwendungsbeispiele
- Aufreiben von Lagern mit Reibahlen zum Einsetzen neuer Lagerbuchsen oder Lagersteine
- Ein- und Auspressen von Lagerbuchsen, Lochsteinen oder Decksteinen
- Berichtigung des Höhenspiels
- Mikrometrischer Taster

Vielfach wird auch eine Triebnietmaschine mit einer Pressvorrichtung für den gleichen Zweck benutzt.